# Evarcha maculata
Evarcha maculata là một loài nhện trong họ Salticidae.
Loài này thuộc chi Evarcha. Evarcha maculata được Rollard & Wanda Wesołowska miêu tả năm 2002.